# 松山隆英
松山 隆英（まつやま たかひで、1952年 - ）は日本の公取官僚、経済法学者。公正取引委員会事務総局審査局長、経済取引局長を経て、公正取引委員会事務総長を務めた。退官後、同志社大学大学院司法研究科教授、TMI総合法律事務所顧問に就任。

## 人物・経歴
1971年開成高等学校卒業。1975年横浜国立大学経済学部経済学科卒業、公正取引委員会事務局入局、審査部第一審査配属。1988年経済部調整課調査官。1990年から国税庁に出向し関東信越国税局徴収部次長に就任。1991年からは札幌国税局徴収部長を務めた。
1992年に公正取引委員会事務局に復帰して審査部第5審査長に就任。1995年審査部第1審査長。1996年審査局特別審査部第1特別審査長。1997年官房庶務課長。1999年官房人事課長。2001年官房総務課長。2003年経済取引局取引部長。2004年審査局特別審査部長。2005年審査局長。2006年経済取引局長。2008年事務総長。
2011年退官。同年同志社大学大学院司法研究科専門職学位課程教授、TMI総合法律事務所顧問。専門は経済法。2014年国土交通省北海道開発局入札監視委員会委員。2015年競争法フォーラム理事、京都経済法研究会幹事。
2023年、瑞宝重光章受章。